# Izabella Miko
Izabella Anna Mikołajczak (n. 21 ianuarie 1981, Łódź, Polonia), mai bine cunoscută sub numele Izabella Miko, este o actriță, dansatoare, producătoare și activistă poloneză. La 15 ani, în timp ce era studentă la dans în Polonia, Miko a fost aleasă pentru a studia la New York City Ballet, și mai târziu a studiat actoria la Lee Strasberg Institute. Ea a debutat ca actriță în filmul american Coyote Ugly (2000), urmat de rolul unui vampir din thrillerul The Forsaken (2001). 

## Viața timpurie
Miko s-a născut ca Izabella Anna Mikołajczak în Łódź, Polonia, fiica actorilor Grażyna Dyląg și Aleksander Mikołajczak. Ea a crescut în Varșovia, unde a urmat cursurile de balet ale Școlii de Muzică Chopin. Un coregraf american a invitat-o să studieze în New York cu o bursă la Școala de Balet American, Izabella înscriidu-se și la Institutul Lee Strasberg pentru a studia actoria. Din cauza unei accidentări la spate, Miko a plecat din New York și s-a întors în Polonia.

## Cariera
La sfârșitul anilor 1990, Miko a revenit în Statele Unite, și a primit un rol în filmul Coyote Ugly în anul 2000. Aceasta a fost urmată cu un rol principal în 2001 filmul de groază The Forsaken, jucând o femeie tânără infectată cu un virus vampiric. În 2005, Miko a apărut în  serialul Deadwood difuzat de HBO În același an, ea a apărut în videoclipul „Mr. Brightside” de Criminali (ea va colabora din nou cu trupa pentru video din 2012 single-ul "Miss Atomic Bomb", rupându-și piciorul în timpul filmărilor). În 2006, ea a avut un rol principal în filmul În ritm de hip hop 2, preluân rolul Juliei Stiles din primul film.
Miko a mai apărut în mai multe filme independente la sfârșitul anilor 2000, printre care Park (2007) alături de Melanie Lynskey, și comedia Flakes (2007), alături de Aaron Stanford și Zooey Deschanel, acesta din urmă având premiera la Festivalul de Film South by Southwest. În anul următor, ea a jucat rolul unei cântărețe seducătoare dintr-un club de noapte cântăreț în Dark Streets (2008), o adaptare a piesei cu același nume de Glenn M. Stewart. De asemenea, ea a jucat în rol principal în thrillerul Identitate dublă
 (2009), alături de Val Kilmer, și în Înfruntarea titanilor (2010), ca Atena. 
În 2012, ea a jucat alături de Danny Huston și Sienna Miller în drama Two Jacks, regizată de Bernard Rose, urmat în 2013 de filmul sud-coreean Make Your Move, primind un rol secundar și în Step Up: All In în 2014. În 2015, Miko a co-produs filmul biografic Desert Dancer, care relatează povestea coregrafului iranian Afshin Ghaffarian. 

## Viața personală
Miko sprijină ecologiștii și are un video blog intitulat Eko Miko în care își exprimă îngrijorarea față de degradarea mediului. Ea a sprijinit Global Green USA, un grup de ecologiști care face parte din Americană a Green Cross International.
În 2008, Miko a avut o relație cu actorul polonez Maciej Zakościelny.

## Legături externe
- Site web oficial
- Izabella Miko la Internet Movie Database